# Dominique Rustichelli
Dominique Rustichelli (* 26. Juni 1934 in Marseille; † 1. November 1979 in Paris) war ein französischer Fußballspieler.

## Spielerkarriere
Rustichelli wuchs im 8. Arrondissement Marseilles auf und spielte als Jugendlicher beim Stadtteilverein US Le Rouet, bereits als 17-Jähriger dann auch in dessen erster Mannschaft. Zur Saison 1952/53 holte ihn Olympique Marseille, und er kam schon in seinem ersten wie auch in den folgenden fünf Jahren regelmäßig in dessen Erstligaelf zum Einsatz. Olympique gehörte in dieser Zeit allerdings nicht zu den Spitzenteams der Division 1; ein fünfter (1955/56) und zwei sechste Plätze in den Saisonabschlusstabellen waren die mit Abstand besten Platzierungen. Dafür erreichte der Klub 1954 das Pokalendspiel gegen OGC Nizza – Nizza gewann 2:1 –, in dem Trainer Henri Roessler den Halb- oder Flügelstürmer allerdings nicht an die Seite von Sturmtank Gunnar Andersson stellte, sondern den „alten“ Larbi Ben Barek und Roger Scotti vertraute. Immerhin gewann er mit Olympique 1957 die Coupe Charles Drago, blieb im Endspiel gegen Racing Lens aber ohne eigenen Treffer. Bis auf diese Saison, in der er verletzungsbedingt wiederholt pausieren musste, war er aber ein verlässlicher Torschütze und nimmt in Olympiques Liste der erfolgreichsten Angreifer bis ins 21. Jahrhundert einen Platz unter den besten 25 ein.
1958 verließ Dominique Rustichelli die Canebière und spielte nacheinander für Marseilles Ligakonkurrenten UA Sedan-Torcy sowie, jeweils nur für ein halbes Jahr, Racing Strasbourg und – nach dessen Abstieg – Stade Reims, Frankreichs erfolgreichsten Verein dieser Zeit. Aber auch in der Champagne wurde er nicht heimisch, obwohl es dort zumindest anfangs sportlich durchaus gut für ihn lief. Trainer Albert Batteux setzte ihn in elf Punktspielen, in denen Rustichelli fünf Treffer erzielte, sowie in drei Europapokalspielen gegen Jeunesse Esch und den FC Burnley (auch in diesem Wettbewerb drei Tore) ein und berücksichtigte ihn auch im mit 6:2 gegen die AS Monaco gewonnenen Spiel um den französischen Supercup. Doch als Stades Sturmführer Just Fontaine seine schwere Verletzung überwunden hatte, war für Rustichelli kein Platz mehr im Angriff der Rémois. Deshalb kehrte er bereits Anfang 1961 an die Mittelmeerküste zurück und trug für viereinhalb Spielzeiten den Dress des OGC Nizza. Doch auch an der Côte d’Azur waren für ihn keine Titel zu gewinnen, weder im Pokalwettbewerb noch in der Meisterschaft, in der die Aiglons – als „Jungadler“ werden Nizzas Spieler bis heute bezeichnet – als beste Platzierung Rang zwölf erreichten und 1963/64 sogar in die zweite Division abstiegen. Dort war Nizza 1964/65 immerhin personell mit (Ex-)Nationalspielern wie Sékou Touré, Charly Loubet, Roger Piantoni und Bruno Rodzik so stark besetzt, dass die Elf am Saisonende als Zweitligameister in die höchste Spielklasse zurückkehrte.
Rustichelli spielte in der Folge ebenfalls wieder in der Division 1, allerdings nicht mehr mit den Aiglons, sondern von 1965 bis 1967 beim Hauptstadtverein Stade Français sowie nach dessen Abstieg beim OSC Lille, wo der Stürmer 1967/68 ein „schwarzes Jahr“ durchlitt: er selbst brachte es lediglich auf sieben Punktspiele und auch Lille stieg am Ende der Spielzeit ab. Daraufhin wechselte er zum FC Rouen und erlebte anschließend seine wohl beste Saison, denn die Normannen, obwohl eine Mannschaft ohne große Namen, wurden 1968/69 Vierter der ersten Liga und Dominique Rustichelli schaffte es mit 13 Punktspieltreffern auf den neunten Rang der Torjägerliste. Zwölf Monate später allerdings ging Rouen trotz eines zwölften Platzes freiwillig in die Division 2 – der Verein hatte sich finanziell übernommen –, und Rustichelli blieb dort. Nachdem Rouen als Zweitem der Gruppe C der sofortige Wiederaufstieg misslang, folgte ab 1971 noch ein einjähriges Gastspiel bei Racing Paris-Joinville.
Als Racing 1972 sogar in die dritte Liga absteigen musste, beendete Dominique Rustichelli kurz vor seinem 38. Geburtstag seine Profikarriere. Er hatte es darin insgesamt auf 459 Spiele in der ersten und 46 Einsätze (mit zehn Toren) in der zweiten Division gebracht.

### Stationen
- 1951/52: US Le Rouet (als Jugendlicher)
- 1952–1958: Olympique Marseille
- 1958–Dezember 1959: UA Sedan-Torcy
- Januar–Juni 1960: Racing Strasbourg
- Juli–Dezember 1960: Stade Reims
- Januar 1961–1965: OGC Nizza (1964/65 in D2)
- 1965–1967: Stade Français Paris
- 1967/68: OSC Lille
- 1968–1971: FC Rouen (1970/71 in D2)
- 1971/72: Racing Paris-Joinville (in D2)

## Palmarès
- Gewinner der Coupe Charles Drago: 1957
- Gewinner der Challenge des Champions: 1960
- Platz 45 unter Frankreichs erfolgreichsten Erstligatorschützen aller Zeiten